# Queen of Time
| Recensione               | Giudizio |
| ------------------------ | -------- |
| Metal Injection          | [ 2 ]    |
| Angry Metal Guy          | [ 3 ]    |
| Sputnikmusic             | [ 4 ]    |
| Distorted Sound Magazine | [ 5 ]    |

Queen of Time è il tredicesimo album in studio del gruppo musicale heavy metal finlandese Amorphis, pubblicato in tutto il mondo il 18 maggio 2018 attraverso la Nuclear Blast. Questo fu il primo album da Tuonela, album del 1999, con il bassista originale della band Olli-Pekka Laine, il quale rientrò nel 2017. Questa quindi fu la prima volta dal 1994, anno di uscita dell'album Tales from the Thousand Lakes, che tutti e quattro i membri originali della band suonarono insieme in un album.  L'album fu prodotto da Jens Bogren, da loro descritto come "un vero fratello nello spirito". 

## Critica
Queen of Time ricevette recensioni positive. MetalWani recensì l'album, complimentandosi con la produzione e per aver incorporato pezzi fatti con veri strumenti acustici.

## Tracce
Testi di Pekka Kainulainen.
1. The Bee – 5:30 (musica: Santeri Kallio)
2. Message in the Amber – 6:44 (musica: Esa Holopainen)
3. Daughter of Hate – 6:20 (musica: Holopainen)
4. The Golden Elk – 6:22 (musica: Kallio)
5. Wrong Direction – 5:09 (musica: Holopainen)
6. Heart of the Giant – 6:32 (musica: Kallio)
7. We Accursed – 4:59 (musica: Kallio)
8. Grain of Sand – 4:44 (musica: Holopainen)
9. Amongst Stars (feat. Anneke van Giersbergen) – 4:50 (musica: Kallio)
10. Pyres on the Coast – 6:19 (musica: Holopainen)

Digipak edition bonus tracks
1. As Mountains Crumble – 6:12 (musica: Olli-Pekka Laine)
2. Brother and Sister – 6:03 (musica: Kallio)

Japanese edition bonus track
1. Honeyflow (feat. Akira Takasaki) – 5:15 (musica: Kallio)

## Staff

### Amorphis
- Tomi Joutsen – voce
- Esa Holopainen – chitarra solista
- Tomi Koivusaari – chitarra ritmica
- Olli-Pekka Laine – basso
- Santeri Kallio – tastiere, ingegneria (organo)
- Jan Rechberger – batteria

### Altri
- Chrigel Glanzmann – tin whistle, low whistle
- Noa Gruman – arrangiamenti (coro), direttore d'orchestra
- Al'bert Kuvezin – canto laringeo su "The Bee"
- Akira Takasaki – assolo di chitarra su "Honeyflow" (bonus track)
- Jørgen Munkeby – sassofono su "Daughter of Hate"
- Linus Corneliusson – mixing
- Valnoir Mortasonge – copertina album[8]

### Altre voci
- Anneke van Giersbergen – voce femminile su "Amongst Stars"
- Noa Gruman – voce femminile (supplementare) (tracce 1, 2, 4)
- Hellscore Choir – coro (tracce 2, 3, 5, 6, 8)